# Гутерриш, Антониу
Анто́ниу Мануэ́л де Оливе́йра Гуте́рриш, или Гуте́рреш (порт. António Manuel de Oliveira Guterres, [ɐ̃ˈtɔnju ɡuˈtɛʁɨʃ]о файле; род. 30 апреля 1949, Лиссабон, Новое государство) — португальский политический и государственный деятель, дипломат, генеральный секретарь ООН с 1 января 2017 года.
Генеральный секретарь Социалистической партии Португалии (1992—2002), премьер-министр Португалии (1995—2002), председатель Социалистического интернационала (1999—2005), верховный комиссар ООН по делам беженцев (2005—2015).

## Биография
Антониу Гутерриш родился в Лиссабоне в 1949 году. Его родители — Виржилиу Диаш Гутерриш (1913—2009) и Илда Кандида де Оливейра (род. 1923) — родом из Фундана (округ Каштелу-Бранку).
Учился в престижной школе Камойнш. В 1965 году был признан лучшим учеником в Португалии и получил Национальную премию лицеев (Prémio Nacional dos Liceus). Затем поступил в Высший технический институт, где изучал физику и электронную инженерию. Будучи студентом, был связан с молодёжными католическими движениями. После окончания института в 1971 году, преподавал теорию телекоммуникационных систем.

### Карьера в Социалистической партии
В 1974 году решил заняться политикой и присоединился к Социалистической партии Португалии. В том же году, ознаменовавшемся Революцией гвоздик, свергшей правую диктатуру Марселу Каэтану, оставил преподавательскую деятельность и полностью посвятил себя политической деятельности. В 1976—1992 годах Гутерриш представлял Каштелу-Бранку в парламенте Португалии. Он входил в группу переговорщиков по вступлению страны в ЕЭС, а в 1991 году был среди учредителей Португальского совета по беженцам.
В 1992—2002 годах Гутерриш был генеральным секретарём Социалистической партии Португалии. Он был избран на эту должность после третьего подряд поражения социалистов на парламентских выборах. Новый лидер оппозиции, не принадлежавший ни к доминирующей в партии фракции Мариу Суареша, ни к левому крылу во главе Жорже Сампайю, представлял собой разрыв с предыдущей партийной традицией ещё и в том, что являлся активным католиком в секулярной среде.

### Премьер-министр Португалии
Партия под его началом победила на парламентских выборах 1995 года, и президент Суареш поручил ему формирование правительства. Гутерриш возглавлял правительство Португалии с 1995 по 2002 год.
В первые годы своего премьерства сохранял высокую популярность благодаря стабильному экономическому росту. Однако, несмотря на предвыборные обещания увеличения государственных расходов на образование и внедрения гарантированного минимального дохода, в основном в экономической сфере его правительство преследовало обеспечение сбалансированного бюджета для выполнения Маастрихтских критериев для зоны евро. Кабинет Гутерриша проводил приватизацию даже более интенсивными темпами, чем предшествовавшее ему правительство Анибала Каваку Силвы: доля госсобственности в ВВП сократилась вдвое, с 11 % в 1994 до 5,5 % пятью годами спустя.
В 1998 году премьер Гутерриш проводил в Лиссабоне всемирную выставку Expo 98, приуроченную к 500-летию открытия Васко да Гамой морского пути из Европы в Индию. В том же году прошли два референдума: по либерализации антиабортного законодательства (Социалистическая партия была расколота по этому вопросу, так как Гутерриш поддерживал победившую в итоге позицию противников абортов) и по административной реформе (в чём премьер и его партия потерпели поражение).
Во внешней политике Гутерриш активно поддержал введение миротворческих сил ООН в Восточный Тимор, что позволило провести референдум по самоопределению Восточного Тимора 1999 года, позволивший окончить тяжёлую индонезийскую оккупацию страны и обеспечить её независимость. В том же году Португалия закончила 12-летние переговоры по передаче своего владения Макао (Аомынь) под суверенитет КНР.
На парламентских выборах 1999 года и социалисты, и оппозиционные силы получили по 115 депутатов; Гутерриш был назначен премьером на второй срок и в первой половине 2000 года председательствовал в Европейском совете. Были внедрены некоторые долгосрочные шаги, включая декриминализацию употребления наркотиков, поддержанную парламентом в октябре 2000 года, и легализацию однополых союзов в марте 2001 года. Однако замедление экономического роста, внутрипартийные конфликты и неурядицы вроде катастрофического обрушения моста Хинце-Рибейру поколебали популярность социалистов. После поражения на местных выборах 2001 года Гутерриш подал в отставку, чтобы «не дать стране погрязнуть в политическом болоте», и руководство Социалистической партией перешло к одному из министров в его правительстве, Эдуарду Ферру Родригешу.

### В международных организациях
На протяжении десяти лет, с 2005 по 2015 год, работал Верховным комиссаром ООН по делам беженцев.
Летом 2016 года был выдвинут кандидатом на выборах генерального секретаря ООН. 5 октября 2016 года было объявлено о победе Гутерриша в голосовании Совета Безопасности ООН на пост Генерального секретаря организации. 13 октября 2016 года Генеральная Ассамблея ООН избрала Гутерриша на пост генерального секретаря. Вступил в должность 1 января 2017 года. В июле 2021 года его переизбрали на второй срок, который начался 1 января 2022 года.
Во время войны между Россией и Украиной в 2022 году участвовал в миротворческих миссиях.
В октябре 2023 года Гутерриш осудил нападение ХАМАС, но заявил, что он также глубоко обеспокоен израильской блокадой сектора Газа. 2 октября 2024 года Израиль объявил Гутерриша персоной нон грата, поскольку он не выступил с безоговорочным осуждением ракетного удара Ирана.

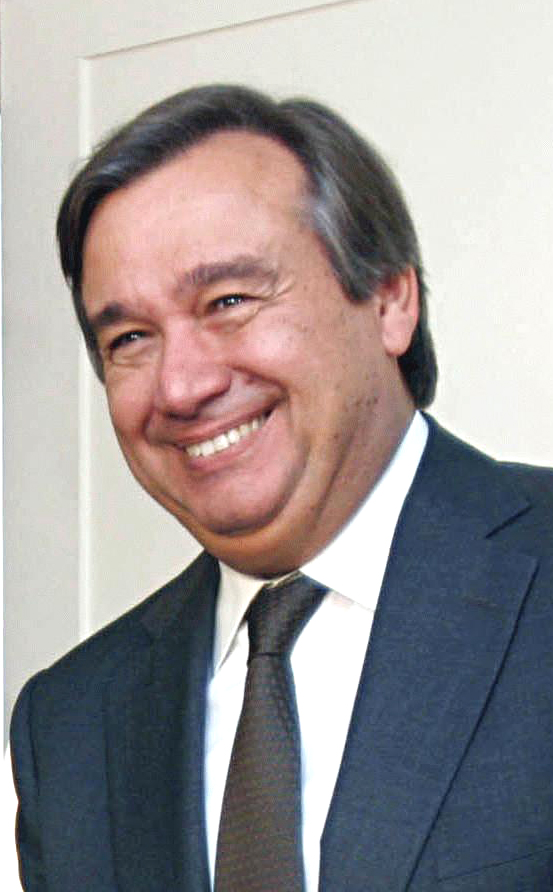
Гутерриш в 2003 году
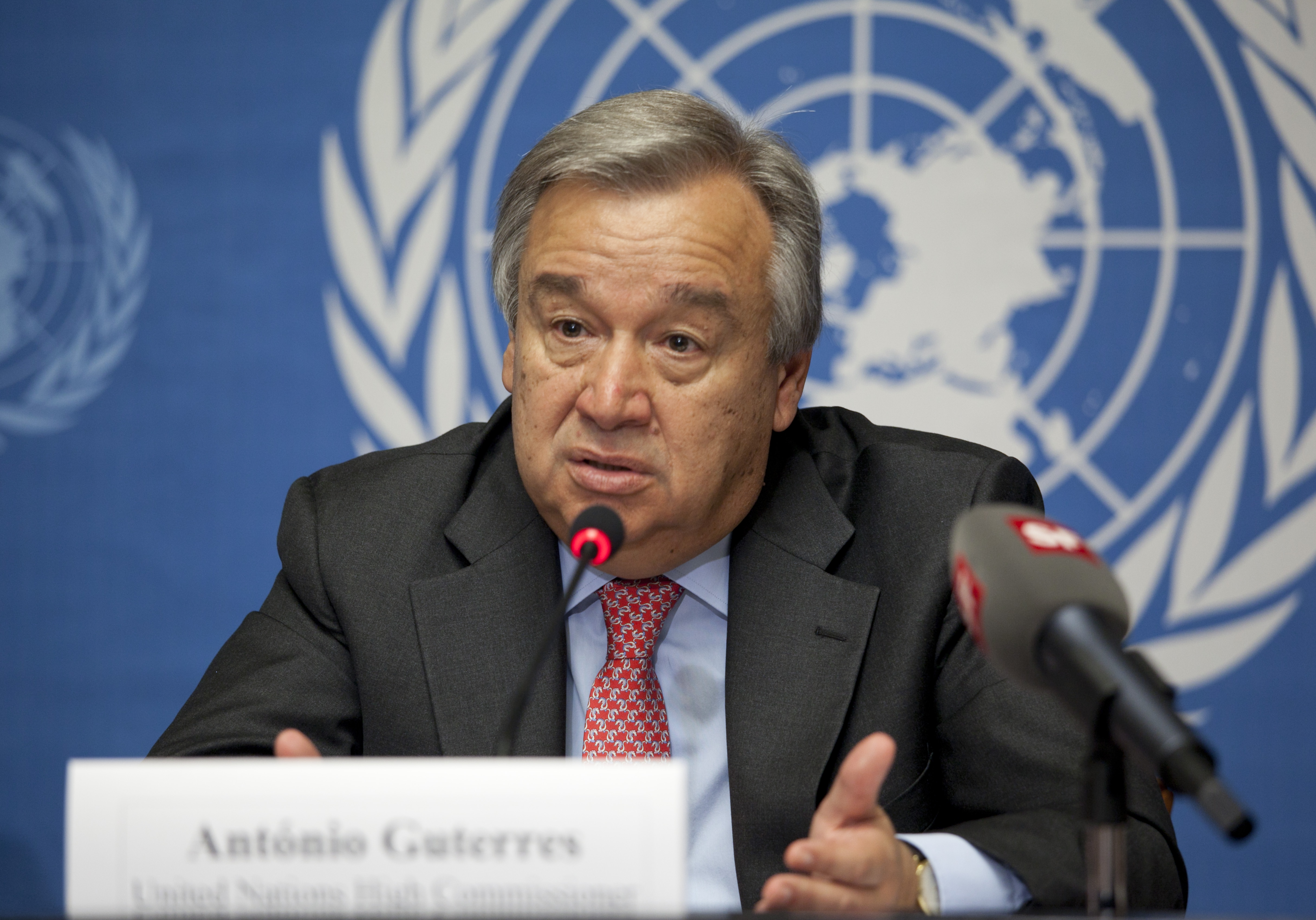
Гутерриш в 2012 году
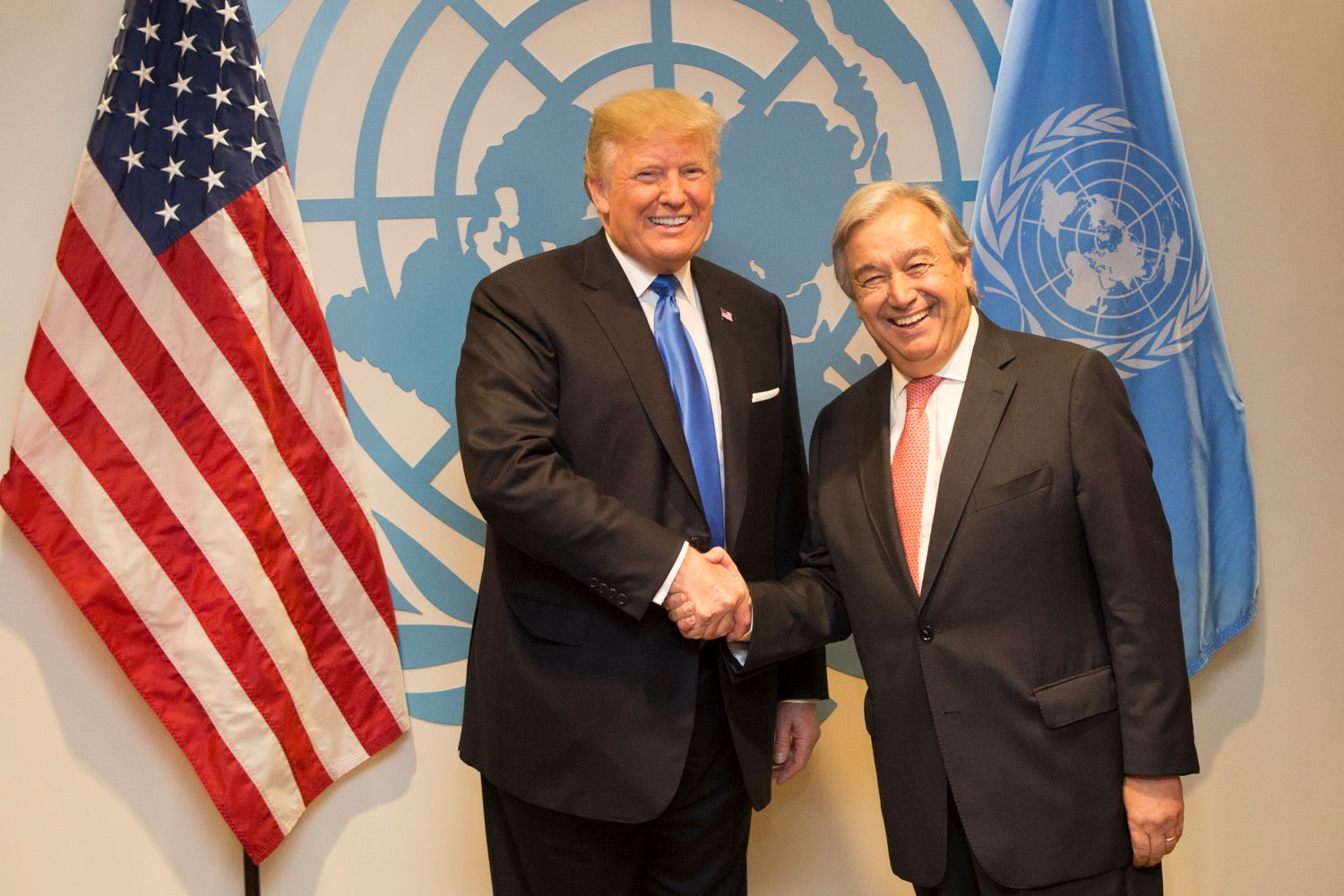
Гутерриш с президентом США Дональдом Трампом, 2 октября 2017 г.
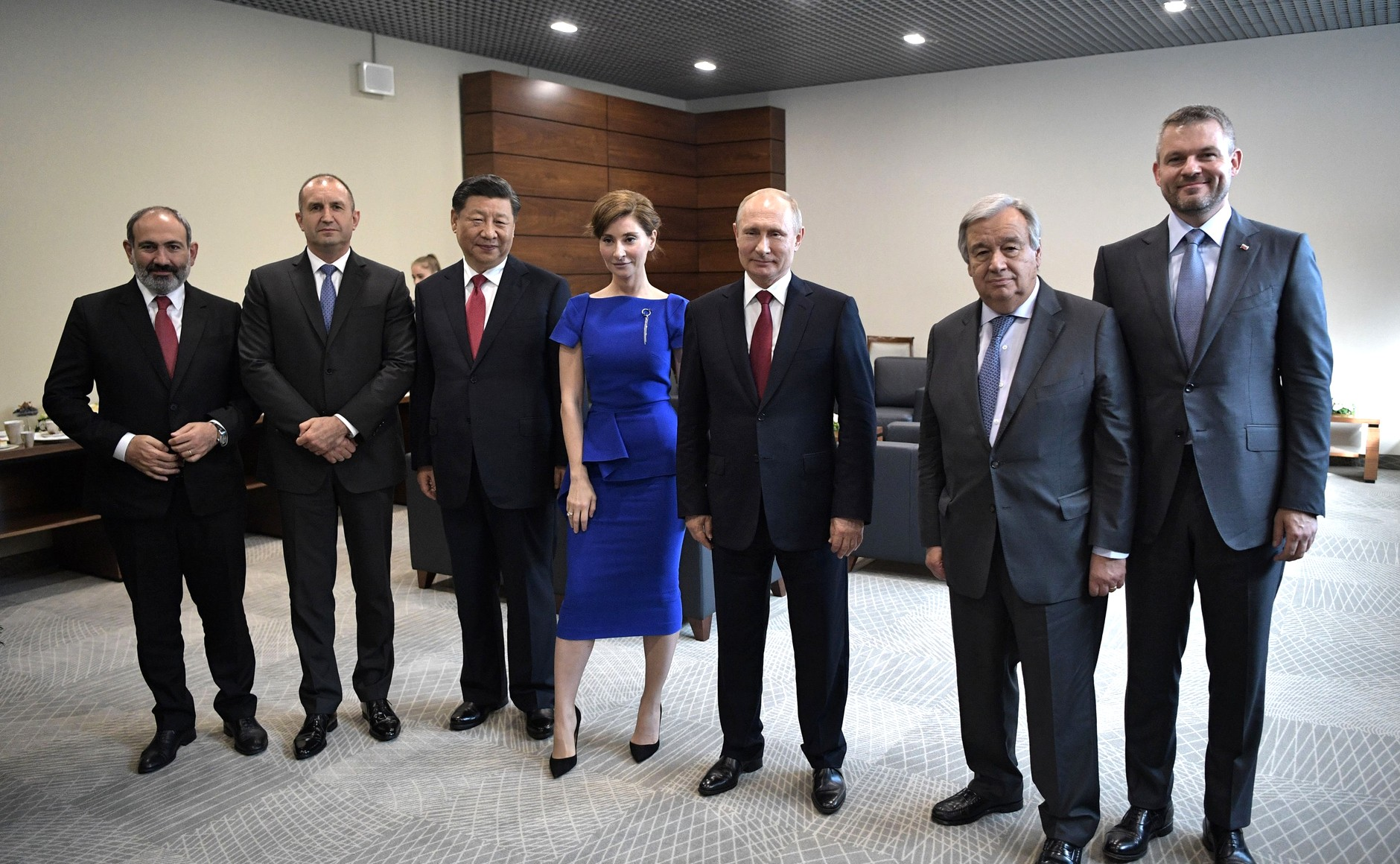
Гутерриш на ПМЭФ, июнь 2019 г.

## Личная жизнь
В 1972 году женился на детском психиатре Луизе Амелии Гимарайнш-и-Мелу (1946—1998; умерла от рака). От этого брака осталось двое детей: Педру Гимарайнш-и-Мелу Гутерриш (род. 1977) и Мариана Гимарайнш-и-Мелу де Оливейра Гутерриш (род. 1985).
В 2001 году женился на Катарине Маркиш де Алмейда Ваш Пинту (род. 1960), которая была заместителем министра культуры (1995—1997) и государственным секретарём по вопросам культуры (1997—2000). Воспитывает приёмного сына Франсишку Ваш Пинту да Кошта Рамуш (род. 1998).
Помимо родного португальского языка, также владеет испанским, французским и английским языками.

## Награды
Награды Португалии
| Страна     | Дата           | Награда                                | Награда                                | Литеры |
| ---------- | -------------- | -------------------------------------- | -------------------------------------- | ------ |
| Португалия | 9 июня 2002    | Кавалер Большого креста ордена Христа  | Кавалер Большого креста ордена Христа  | GCC    |
| Португалия | 2 февраля 2016 | Кавалер Большого креста ордена Свободы | Кавалер Большого креста ордена Свободы | GCL    |

Награды иностранных государств
| Страна       | Дата вручения        | Награда                                                                   | Награда                                                                   | Литеры |
| ------------ | -------------------- | ------------------------------------------------------------------------- | ------------------------------------------------------------------------- | ------ |
| Уругвай      | 12 августа 1997      | Медаль Восточной Республики Уругвай                                       | Медаль Восточной Республики Уругвай                                       |        |
| Польша       | 22 сентября 1997     | Кавалер Большого креста ордена Заслуг перед Республикой Польша            | Кавалер Большого креста ордена Заслуг перед Республикой Польша            |        |
| Мексика      | 2 июля 1999          | Кавалер Большого креста специального класса ордена Ацтекского орла        | Кавалер Большого креста специального класса ордена Ацтекского орла        |        |
| Греция       | 17 марта 2000        | Кавалер Большого креста ордена Почёта                                     | Кавалер Большого креста ордена Почёта                                     |        |
| Испания      | 8 сентября 2000      | Кавалер Большого креста ордена Карлоса III                                | Кавалер Большого креста ордена Карлоса III                                |        |
| Бельгия      | 9 октября 2000       | Кавалер Большого креста ордена Леопольда I                                | Кавалер Большого креста ордена Леопольда I                                |        |
| Кабо-Верде   | 27 апреля 2001       | Кавалер ордена Амилкара Кабрала 1 класса                                  | Кавалер ордена Амилкара Кабрала 1 класса                                  |        |
| Чили         | 30 сентября 2001     | Кавалер Большого креста ордена Заслуг                                     | Кавалер Большого креста ордена Заслуг                                     |        |
| Франция      | 4 февраля 2002       | Кавалер Большого креста Национального ордена «За заслуги»                 | Кавалер Большого креста Национального ордена «За заслуги»                 |        |
| Италия       | 1 апреля 2002        | Кавалер Большого креста ордена «За заслуги перед Итальянской Республикой» | Кавалер Большого креста ордена «За заслуги перед Итальянской Республикой» |        |
| Бразилия     | 4 апреля 2002        | Кавалер цепи                                                              | ордена Южного Креста                                                      |        |
| Бразилия     | 23 июля 1996         | Кавалер Большого креста                                                   | ордена Южного Креста                                                      |        |
| Украина      | 4 апреля 2002        | Кавалер ордена князя Ярослава Мудрого 1 степени                           | Кавалер ордена князя Ярослава Мудрого 1 степени                           |        |
| Япония       | 4 апреля 2002        | Кавалер ордена Восходящего солнца 1 класса                                | Кавалер ордена Восходящего солнца 1 класса                                |        |
| Тунис        | 4 апреля 2002        | Кавалер Большой ленты ордена Республики                                   | Кавалер Большой ленты ордена Республики                                   |        |
| Испания      | 14 июня 2002         | Кавалер цепи ордена Изабеллы Католической                                 | Кавалер цепи ордена Изабеллы Католической                                 |        |
| Кыргызстан   | 30 августа 2017      | Орден «Достук»                                                            | Орден «Достук»                                                            |        |
| Туркменистан | 11 декабря 2020 года | Юбилейная медаль «25 лет Нейтралитета Туркменистана»                      | Юбилейная медаль «25 лет Нейтралитета Туркменистана»                      |        |
| Нигер        | 2 мая 2022 года      | Кавалер Большого креста ордена Заслуг                                     | Кавалер Большого креста ордена Заслуг                                     |        |
| Узбекистан   | 1 июля 2024 года     | Орден «Дустлик на высшем уровне» («Олий Даражали Дўстлик»)                | Орден «Дустлик на высшем уровне» («Олий Даражали Дўстлик»)                |        |
| Туркменистан | 6 июля 2024          | Юбилейная медаль Туркменистана «Magtymguly Pyragynyň 300 ýyllygyna»       | Юбилейная медаль Туркменистана «Magtymguly Pyragynyň 300 ýyllygyna»       |        |